# Ашево (Бєжаницький район)
Ашево (рос. Ашево) — село в Бєжаницькому районі Псковської області Російської Федерації.
Населення становить 327 осіб. Входить до складу муніципального утворення Чихачьовське муніципальне утворення.

## Історія
Від 2005 року входить до складу муніципального утворення Чихачьовське муніципальне утворення.

## Населення
| 2001 | 2002 | 2010 |
| ---- | ---- | ---- |
| 480  | ↘383 | ↘327 |